# Фаридпур (город, Бангладеш)
Фаридпур (бенг. ফরিদপুর) — город и муниципалитет в центральной части Бангладеш, административный центр одноимённого округа и подокруга Фаридпур-Садар. Расположен на берегах реки Кумар. Муниципалитет был основан в 1869 году. Площадь города равна 20,23 км². По данным переписи 2001 года, в городе проживало 99 634 человека, из которых мужчины составляли 51,73 %, женщины — соответственно 48,27 %. Плотность населения равнялась 4925 чел. на 1 км². Уровень грамотности взрослого населения составлял 66,6 % (при среднем по Бангладеш показателе 43,1 %).